# سیکوارت جوهانسن
سیکوارت جوهانسن (انگلیسی: Sigvart Johansen; ۲۵ دسامبر ۱۸۸۱ – ۲۲ سپتامبر ۱۹۶۴) ورزشکار ورزش تیراندازی اهل نروژ بود.
وی در مسابقات کشوری و بین‌المللی در مجموع برندهٔ ۱ مدال برنز شده‌است.